# Santanaclupea silvasantosi
Santanaclupea silvasantosi è un pesce osseo estinto, appartenente ai clupeomorfi. Visse nel Cretaceo inferiore (Albiano, circa 112 - 109 milioni di anni fa) e i suoi resti fossili sono stati ritrovati in Sudamerica.

## Descrizione
Questo pesce era di piccole dimensioni, e solitamente non superava i 15 centimetri di lunghezza. L'aspetto era simile a quello di un'aringa o di una sardina, ma se ne differenziava per alcune caratteristiche. Santanaclupea era caratterizzato da mascelle snelle e dentate, e soprattutto da una serie di scudi ventrali che si estendevano da dietro le pinne pettorali fino alla pinna anale. Santanaclupea possedeva alcune caratteristiche arcaiche, come il paraipurale autogeno, la mancanza di fusione tra il primo centro uroneurale e il primo preurale e il primo centro urale non ridotto; tuttavia possedeva anche alcune caratteristiche che si riscontrano nei clupeiformi specializzati come le acciughe (gen. Engraulis), ad esempio il suspensorium inclinato obliquamente e le mascelle allungate.

## Classificazione
Santanaclupea era un membro basale del grande gruppo dei Clupeomorpha, comprendenti anche gli ordini dei clupeiformi e degli ellimmittiformi. Non è chiaro, tuttavia, se Santanaclupea possa essere considerato un vero e proprio clupeiforme. 
Santanaclupea silvasantosi venne descritto per la prima volta nel 1993, sulla base di resti fossili ritrovati nella formazione Romualdo, nel famoso giacimento della Chapada do Araripe nel Brasile nordorientale.